# 秦野市消防本部
秦野市消防本部（はだのししょうぼうほんぶ）は、神奈川県秦野市の消防部局（消防本部）。管轄区域は秦野市全域。「第63回交通安全国民運動中央大会」にて交通安全優良団体を受賞。

## 概要
- 消防本部：秦野市曽屋757
- 管内面積：103.61km2
- 職員定数：189人
- 消防署1カ所、分署4カ所
- 主力機械（2019年4月1日現在）
  - 普通消防ポンプ自動車：6
  - 水槽付消防ポンプ自動車：2
  - はしご付消防自動車：1
  - 屈折はしご付消防自動車：1
  - 化学消防自動車：1
  - 救急自動車：7
  - 指揮車：1
  - 救助工作車：2
  - 調査車：4
  - 資機材搬送車：3
  - 小型搬送車：3
  - 指令車：1
  - 連絡車：2
  - 応急救護普及啓発車：1

【主力機械に関する参考文献：令和2年版消防年報（秦野市消防本部）】

## 沿革
- 1962年4月1日　市役所に消防課を設置し、水槽付消防ポンプ自動車を配備する。
- 1963年10月1日　救急業務を開始する。
- 1965年3月1日　秦野市消防本部・秦野市消防署を設置する。
- 1969年10月27日　市役所庁舎移転に伴い、消防庁舎が独立となる。
- 1971年10月18日　救助工作車を消防署に配備する。
- 1974年3月8日　はしご付消防自動車を消防署に配備する。
- 1974年8月1日　西分署を開設する。
- 1976年12月10日　西分署で救急業務を開始する。
- 1977年4月1日　大根分署を開設する。
- 1979年10月1日　大根分署で救急業務を開始する。
- 1981年8月1日　消防本部に課制を導入する。
- 1982年10月15日　化学消防自動車を消防署本署に配備する。
- 1984年10月25日　消防本部・消防署新庁舎が現在地に竣工し、業務を開始する。
- 1993年3月26日　高規格救急自動車を消防署本署に配備する。
- 1993年4月1日　南分署を開設し、消防・救急業務を開始する。
- 1994年12月9日　高規格救急自動車を大根分署に配備する。
- 1995年12月12日　高規格救急自動車を西分署に配備する。
- 1998年2月18日　高規格救急自動車を南分署に配備する。
- 1998年5月1日　消防署に課制を導入する。
- 2000年12月11日　鶴巻分署を開設する。
- 2001年11月19日　鶴巻分署で救急業務を開始する。
- 2008年4月1日　消防本部に情報指令課（署通信司令隊の課昇格）を設ける。
- 2017年4月1日　消防署に配置する救助隊を特別救助隊に昇格させる。
- 2023年1月18日 「第63回交通安全国民運動中央大会」(新宿文化センター)にて交通安全優良団体を受賞[1]。
- 2023年4月 救急業務の効率化を目指して、ICT技術を活用した救急医療支援システムの実証実験を開始[2]。

【参考文献：平成20年版消防年報（秦野市消防本部）】

## 組織
- 本部 - 消防総務課、警防対策課、予防課、情報指令課
- 消防署 - 警備第一課、警備第二課

## 消防署
| 消防署       | 住所    | 分署                                                             |
| ------------ | ------- | ---------------------------------------------------------------- |
| 秦野市消防署 | 曽屋757 | 西：柳町2-5-3 大根：南矢名550-1 南：立野台2-5-6 鶴巻：鶴巻1767-1 |